# Alte Laurentiuskirche (Freudenberg)

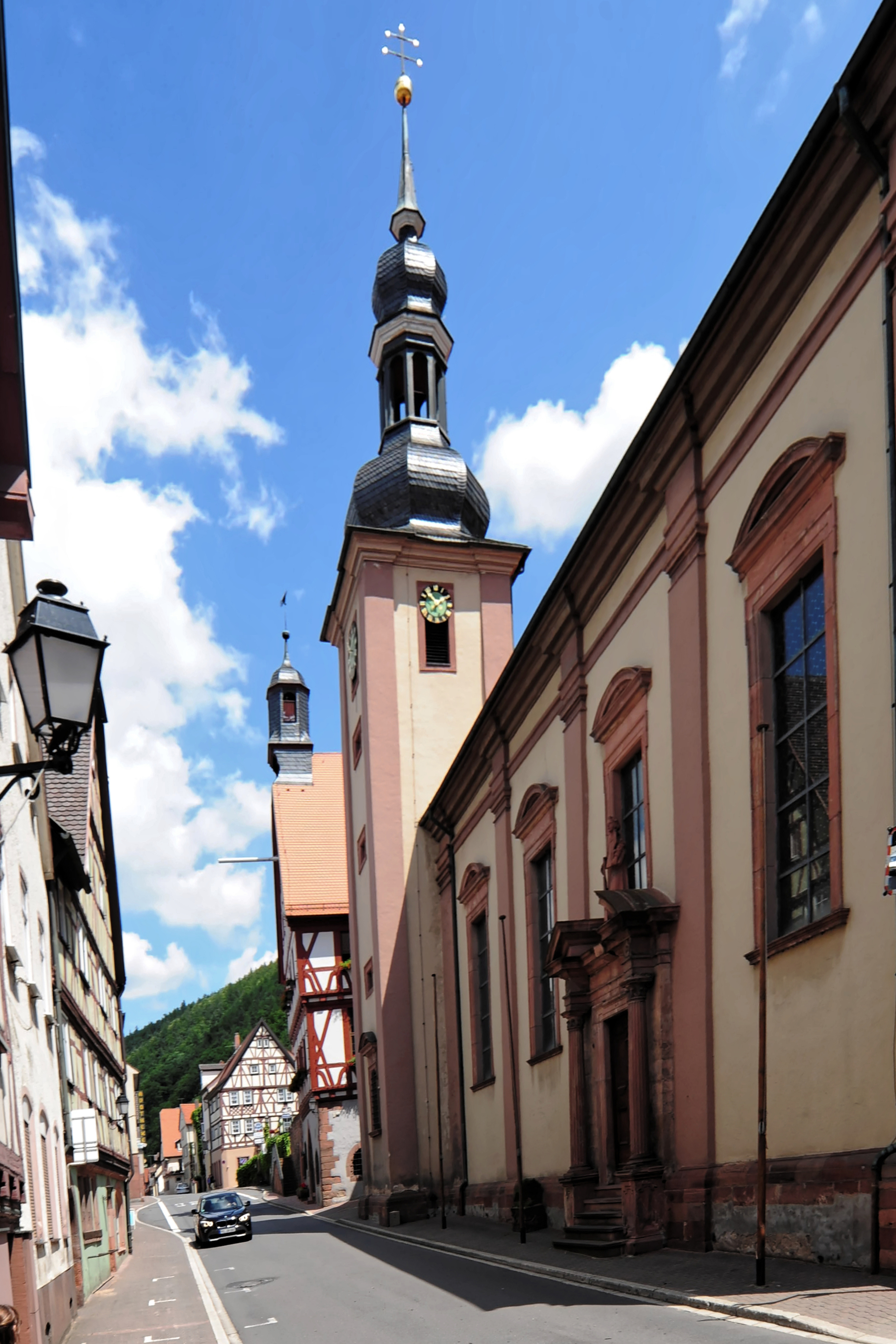
Die alte Laurentiuskirche in Freudenberg (2012)

Die römisch-katholische Alte Laurentiuskirche in Freudenberg im Main-Tauber-Kreis wurde von 1691 bis 1692 errichtet und im Jahre 1697 dem heiligen Laurentius von Rom geweiht.

## Geschichte
Die Laurentiuskirche wurde von 1691 bis 1692 in der alten Stadtmitte von Freudenberg erbaut. An dieser Stelle wurden bereits frühere Kirchen bzw. Kapellen erwähnt.
Im Jahre 1957 wurde eine neue Freudenberger Pfarrkirche St. Laurentius als großräumige Hallenkirche aus heimischem Sandstein errichtet.
Die alte und neue Laurentiuskirche gehören zur Seelsorgeeinheit Freudenberg, die seit einer Dekanatsreform am 1. Januar 2008 dem Dekanat Tauberbischofsheim des Erzbistums Freiburg zugeordnet ist.

## Kirchenbau und Ausstattung
Die alte Freudenberger Laurentiuskirche wurde als barocke Kirche erbaut mit entsprechender Ausstattung. In der Mitte des 20. Jahrhunderts war die alte Pfarrkirche dringend renovierungsbedürftig und man entschied sich für einen Neubau. Daher wurde in dem fortan als „alte Laurentiuskirche“ bezeichneten Gotteshaus die Empore entfernt und die alten Altäre sowie ein Teil der Figuren verkauft. Diese stehen heute in der St.-Brigitta-Kirche in Sasbach im Schwarzwald.
Glocken
Zwei Glocken aus Bronze befinden sich im Turm der alten Laurentiuskirche:
|   | Gießer                 | Gusszeit        | Durchmesser | Gewicht | Schlagton |
| - | ---------------------- | --------------- | ----------- | ------- | --------- |
| 1 | Christof Glockengießer | 16. Jahrhundert | 780 mm      | 300 kg  | c″+6      |
| 2 | unbekannt              | 14. Jahrhundert | 660 mm      | 180 kg  | e″+3      |

Die Glocken klingen zusammen im Intervall einer großen Terz.
Ein Schlagwerk gibt es nicht, wohl aber eine Turmuhr mit Zifferblatt auf der Straßenseite des Turms.

## Nutzung

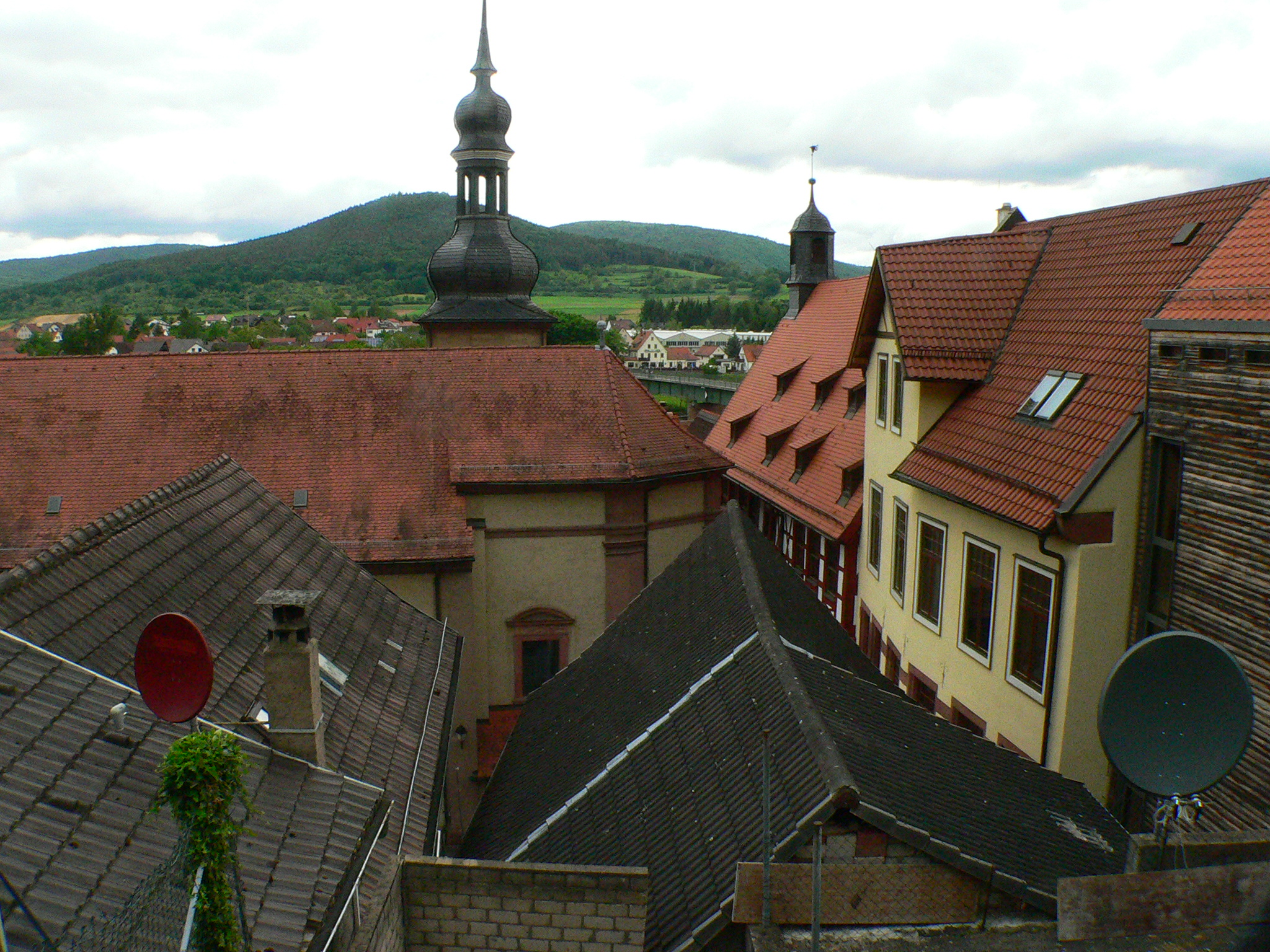
Blick über Freudenberg mit der alten Pfarrkirche (2008)

### Pfarrkirche von Freudenberg
Ab dem Ende des 17. Jahrhunderts diente die alte Laurentiuskirche als Pfarrkirche von Freudenberg. Als die Gemeinde Freudenberg immer weiter wuchs, wurde die Kirche schließlich zu klein, sodass im Jahre 1957 die neue Laurentiuskirche errichtet wurde.

### Veranstaltungsraum für Kultur und Gemeinde
Von den Einnahmen des Verkaufs von Einrichtungsgegenständen der alten Laurentiuskirche wurde diese 1962 notdürftig renoviert und später als Gottesdienstraum für Werktagsgottesdienste genutzt. Nach einer weiteren Renovierung dient die alte Pfarrkirche heute als Veranstaltungsraum für kirchliche und kulturelle Zwecke.